# Waterboarding

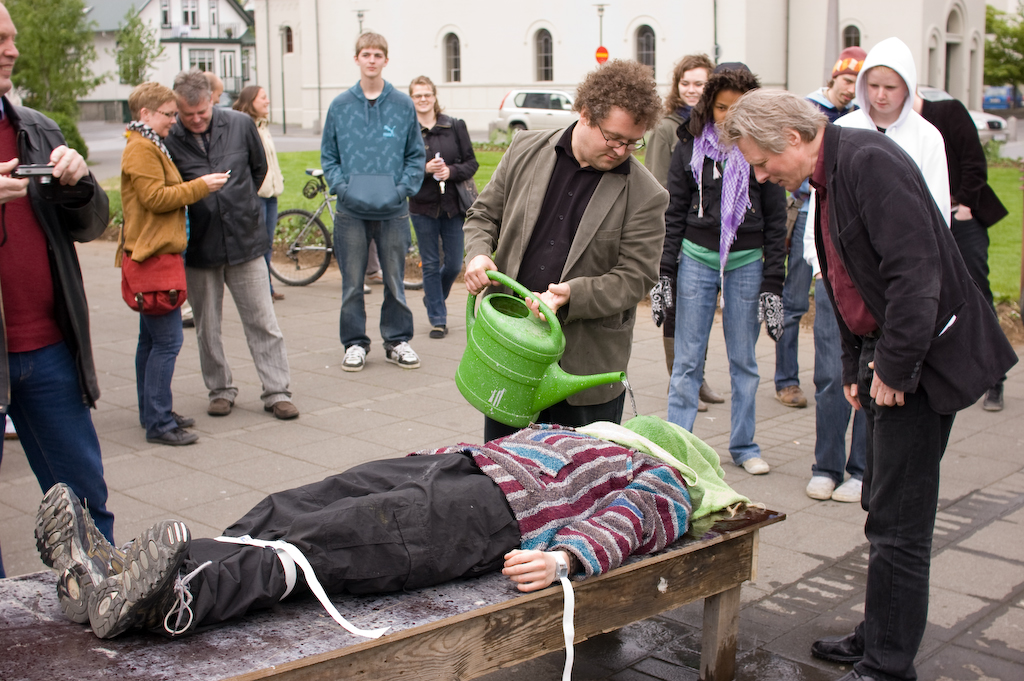
Waterboarding (demonstratie)

Waterboarding, in het Nederlands soms als gesimuleerd verdrinken of schijnverdrinking omschreven, is een omstreden harde verhoortechniek waarbij de vastgebonden verhoorde een natte doek over het gezicht krijgt gelegd waarover telkens water wordt uitgegoten. Het water in de doek maakt het min of meer onmogelijk om adem te halen. Hierdoor krijgt de verhoorde het gevoel te verdrinken.
Door mensenrechtenorganisaties wordt waterboarding als martelen aangemerkt. Na afloop van de Tweede Wereldoorlog zijn op aandringen van de VS verschillende Japanners ter dood veroordeeld, die deze techniek hadden toegepast op geallieerde krijgsgevangenen.

## Nederland
De VOC paste een vorm van waterboarding toe op Ambon in 1623. Hierbij werd een doek om het hoofd gewonden en deze werd verzadigd met water zodat het slachtoffer niet meer kon ademen en al het water moest inslikken. In een geval werd de behandeling drie of vier keer herhaald totdat het lichaam van het slachtoffer enorm opgezwollen was, zijn wangen uitstonden en zijn ogen uit de kassen dreigden te raken.

## Verenigde Staten
Een rapport van de Amerikaanse Senaat stelde in december 2014 vast, dat waterboarding gebruikt was door de CIA in de strijd tegen het terrorisme. Officieel is het verboden in de VS voor alle wetshandhavers waaronder alle militaire agentschappen. Door de regering Bush werd echter gesteld dat waterboarding geen vorm van marteling zou zijn, en dat het voor de CIA niet verboden was deze harde ondervragingsmethode te hanteren.
Mede hierdoor werd waterboarding ook een thema in de Amerikaanse presidentsverkiezingen van 2008. Verschillende kandidaten hebben een standpunt ingenomen over het feit of waterboarding al dan niet een foltertechniek is. Onder andere John McCain (zelf gemarteld in de Vietnam-oorlog), Mike Huckabee, Chris Dodd en Barack Obama hebben expliciet gezegd dat het folteren is, anderen hebben geweigerd dat te onderschrijven.
Op 13 februari 2008 stemde het Amerikaanse congres, ondanks een dreigend presidentieel veto, voor een verbod op waterboarding. John McCain stemde op 13 februari 2008 tegen het verbod, drie jaar na de afwijzing van zijn Detainee Treatment Act die als doel had inhumane behandeling van terreurverdachten uit te bannen.
Toenmalig president George W. Bush gebruikte op 8 maart 2008 zijn vetorecht zodat de Amerikaanse inlichtingendienst CIA waterboarding kon blijven toepassen. Bush gaf aan de motie van de Senaat tegen deze manier van 'ondervragen' afgewezen te hebben omdat dit 'een van de meest waardevolle handvatten is in de oorlog tegen het terrorisme'.
Op 22 januari 2009, vrijwel direct na zijn aantreden, verbood president Barack Obama het gebruik van waterboarding en andere "ruwe" ondervragingsmethodes. Ondervragers zouden volgens het decreet ook bij terrorisme-verdachten internationale (mensenrechten)verdragen moeten respecteren.
Ook in 2009 begon het onderzoek van de senaatscommissie voor juridische zaken onder leiding van de senatoren Dianne Feinstein en Jay Rockefeller.  In het 500 pagina's dikke rapport wordt noodzaak van waterboarding en andere scherpe verhoortechnieken voor de veiligheid van de VS afgewezen omdat volgens de opstellers nergens is gebleken, dat de technieken essentiële levensreddende informatie hadden opgeleverd. De CIA stelde daar tegenover, dat de ondervraging van Ammar al-Baluchi de informatie had opgeleverd die leidde naar de verblijfplaats van al-Qaida-leider Osama bin Laden.